# سیارک ۷۵۵۳
سیارک ۷۵۵۳ (به انگلیسی: 7553 Buie، نامگذاری:1981FG) هفت هزار و پانصد و پنجاه و سومین سیارک کشف شده‌است که در ۳۰ مارس ۱۹۸۱ کشف شد.
قدر مطلق سیارک برابر ۱۴٫۴۰ است.